# اینورنس پارک (کالیفرنیا)
اینورنس پارک (به انگلیسی: Inverness Park) یک منطقهٔ مسکونی در ایالات متحده آمریکا است که در شهرستان مارین، کالیفرنیا واقع شده‌است. اینورنس پارک ۴۵ متر بالاتر از سطح دریا واقع شده‌است.